# Midlands de l'Ouest (région)
Pour les autres significations, voir Midlands de l'Ouest (comté).
Les Midlands de l'Ouest (West Midlands en anglais) sont une région située dans l'ouest de l'Angleterre. Ses administrations sont localisées à Birmingham.
Sa superficie est de 13 004 km2 (7e région), sa population est de 5 602 000 habitants selon le recensement de 2011 (5e région), soit une densité de 430 hab./km2.

## Divisions administratives
Légende
- AU : autorité unitaire (à la fois comté et district non métropolitain)
- CNM : comté non métropolitain
- CM : comté métropolitain

| Carte                 | Comté cérémonial         | Comté métropolitain ou non métropolitain | Districts, boroughs et cités |
| --------------------- | ------------------------ | --- | ---------------------------- |
|                       | 1. Herefordshire AU      | |                              |
| Shropshire            | 2. Shropshire AU         | 2. Shropshire AU |                              |
| Shropshire            | 3. Telford and Wrekin AU | |                              |
| Staffordshire         | 4. Staffordshire CNM     | a) Cannock Chase, b) East Staffordshire, c) Lichfield, d) Newcastle-under-Lyme, e) South Staffordshire, f) Stafford, g) Staffordshire Moorlands, h) Tamworth |                              |
| Staffordshire         | 5. Stoke-on-Trent AU     | |                              |
| 6. Warwickshire CNM   | 6. Warwickshire CNM      | a) North Warwickshire, b) Nuneaton and Bedworth, c) Rugby, d) Stratford-on-Avon, e) Warwick                                                                  |                              |
| 7. West Midlands CM   | 7. West Midlands CM      | a) Birmingham, b) Coventry, c) Dudley, d) Sandwell, e) Solihull, f) Walsall, g) Wolverhampton                                                                |                              |
| 8. Worcestershire CNM | 8. Worcestershire CNM    | a) Bromsgrove, b) Malvern Hills, c) Redditch, d) Worcester, e) Wychavon, f) Wyre Forest                                                                      |                              |

## Villes majeures
- Birmingham
- Coventry
- Stoke-on-Trent
- Wolverhampton
- Dudley
- Stratford-upon-Avon